# Lagarde, Hautes-Pyrénées
Lagarde är en kommun i departementet Hautes-Pyrénées i regionen Occitanien i sydvästra Frankrike. Kommunen ligger i kantonen Bordères-sur-l'Échez som tillhör arrondissementet Tarbes. År 2022 hade Lagarde 530 invånare.

## Befolkningsutveckling
Antalet invånare i kommunen Lagarde
| Referens: INSEE |